# Albert Thys

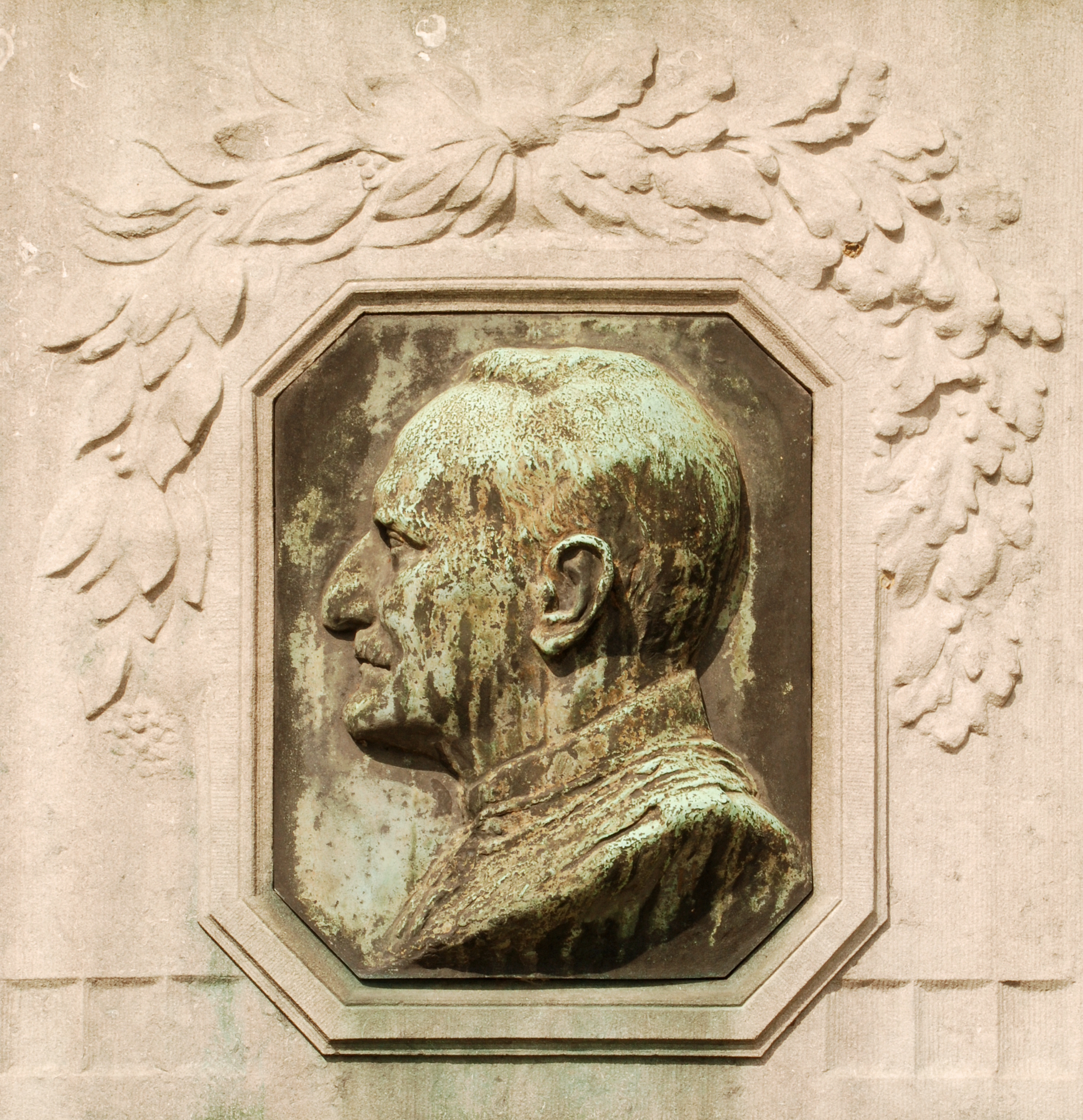
Albert Thys.

Albert Thys. (Dalhem, 28 de noviembre de 1849 - Bruselas, 10 de febrero de 1915). Empresario, militar y político belga que colaboró con el rey Leopoldo II en el establecimiento y explotación del Estado Libre del Congo.
Entró al servicio de Leopoldo II en 1876 como Secretario de Asuntos Coloniales. A la vuelta de Henry Morton Stanley, el rey le envió a Inglaterra para proponerle una nueva expedición al África Central a cuenta de la Asociación Internacional Africana. Los negocios en el Congo se establecieron sobre la base de sus inversiones en los ferrocarriles. Creó la Compañía del Congo para el Comercio y la Industria en 1886, así como distintas filiales.